# Sistema de navegación inercial

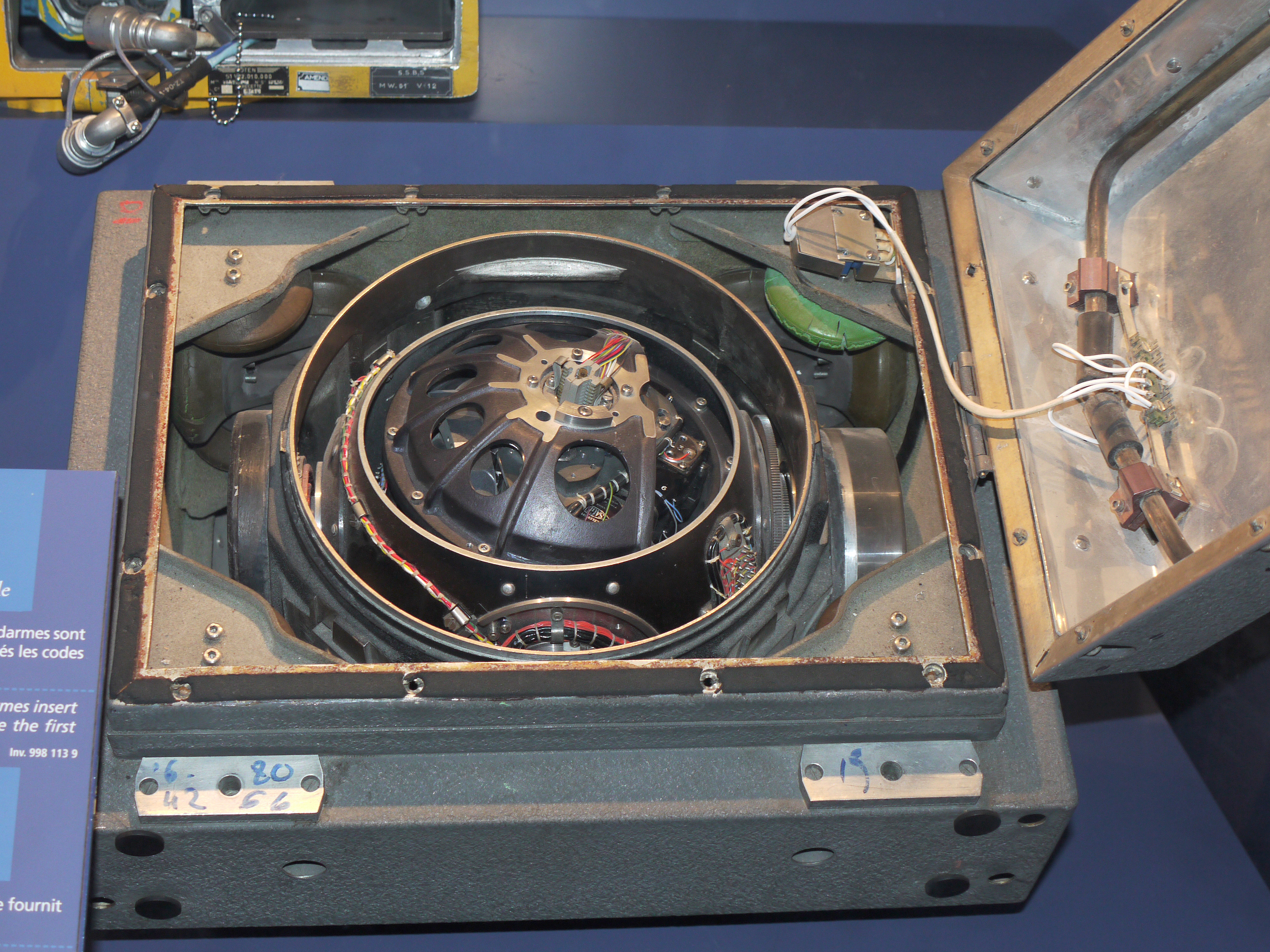
Unidad de navegación inercial de un misil balístico de alcance intermedio S3 francés.

Un sistema de navegación inercial, o INS por sus siglas en inglés (inertial navigation system), es un sistema de ayuda a la navegación que usa un computador, sensores de movimiento (acelerómetros) y sensores de rotación giroscópicos para calcular continuamente mediante estima la posición, orientación, y velocidad (dirección y rapidez de movimiento) de un objeto en movimiento sin necesidad de referencias externas. Es usado en vehículos como barcos, aeronaves, submarinos, misiles, y naves espaciales. Entre otros términos usados para referirse a sistemas de navegación inercial o dispositivos estrechamente relacionados se incluye sistema de guiado inercial, plataforma de referencia inercial, y muchas otras variaciones.

## Véase también

Precisión de distintos sistemas de navegación. Incluyendo GPS, LORAN, Decca, TRANSIT, TACAN, VOR/DME y Omega.